# Sjöscouting
Sjöscoutingens verksamhet har en särskild betoning på vattenbaserade aktiviteter såsom kanot, kajak, segling och rodd. Beroende på nation och dess tillgängliga vattenförhållanden sker aktiviteterna på sjöar, i floder eller till havs i små båtar eller på stora skepp. Sjöscouting kan ha ett program som riktar sig till alla åldersgrupper, eller bara för de något äldre scouterna. Sjöscouting ger en större möjlighet att segla, åka båt, lära sig navigation och lära sig att arbeta med motorer. Sjöscouter tävlar ofta sinsemellan på regattor.

## Historia
Under sin uppväxt påmindes Robert Baden-Powell ständigt om sin familjs kopplingar till flottan. Hans biologiska far var amiral William Smyth. År 1872, då Baden-Powell var 15 år, följde han med sina bröder på en resa genom vildmarken i kanot. De sov i tält och lagade sin mat över öppen eld. Det är därför inte så konstigt att Baden-Powell senare i sitt liv kom att skriva att han startade sin karriär inom scouting som sjöscout.
Idén om sjöscouting föddes runt en lägereld i England då Baden-Powell delade sina tankar om att han hoppades att äldre scouter skulle vara intresserade av att lära sig om båtskötsel och sjömannaskap. Han betonade behovet för unga män att förbereda sig själva för tjänst i sitt lands flotta. Sjöscouting introducerades av Baden-Powell med hjälp av dennes bror, Warington Baden-Powell, K.C., en amiralitetsjurist, seglare, och kanotist. Lord Baden-Powell höll personligen ett scoutläger på Bucklers Hard, Hampshire i augusti 1908, vilket markerar sjöscoutings grundande, trots att de inte officiellt fick det namnet förrän 1912. Warington Baden-Powell skrev 1910 handboken Sea Scouting and Seamanship for Boys med förord av Robert Baden-Powell. Idén mottogs entusiastiskt av unga män i Storbritannien och det spred sig snart till resten av världen.

## Runt om i världen
| Land                   | Medlemskap | Kårer                     | Åldersgrupp | Se även                                    |
| ---------------------- | ---------- | ------------------------- | ----------- | ------------------------------------------ |
| Australien             |            | 92                        | 10-26       |                                            |
| Belgien                | 3 100      | 27                        | 6-18        |                                            |
| Bulgarien              |            | minst 1                   |             |                                            |
| Cypern                 |            | 9                         |             |                                            |
| Danmark                | 3 800      |                           |             |                                            |
| Egypten                |            |                           |             |                                            |
| Filippinerna           |            |                           | 10-17       |                                            |
| Finland                | 9 000      | minst 100                 |             |                                            |
| Frankrike              | 2 500      |                           |             |                                            |
| Gibraltar              |            | 1                         |             |                                            |
| Grekland               | 4 000      |                           | över 7      | Soma Hellinon Proskopon                    |
| Grekland               | 4 000      | Soma Hellinikou Odigismou |             |                                            |
| Hongkong               |            |                           | 11-20       |                                            |
| Island                 |            | 1                         |             |                                            |
| Indien                 |            | minst 1                   | 10-26       |                                            |
| Irland                 | 736        | 27                        | 11-17       |                                            |
| Israel                 | 800        | 7                         | 10-19       |                                            |
| Italien                | 500        | 30                        |             |                                            |
| Kanada                 |            |                           | 11-26       |                                            |
| Kroatien               |            | 7                         |             |                                            |
| Lettland               | 90         | 5                         | 11-16       |                                            |
| Litauen                | 450        | 29                        |             |                                            |
| Monaco                 |            | 1                         |             |                                            |
| Nederländerna          | 2 167      | 300                       | 7-11        | Scouting Nederland                         |
| Nederländerna          | 5 401      | 300                       | 10-15       | Scouting Nederland                         |
| Nederländerna          | 1 395      | 300                       | 14-17       | Scouting Nederland                         |
| Nederländerna          | 2 000      | 300                       | 17-23       | Scouting Nederland                         |
| Nya Zeeland / Aotearoa | 2 000      | 60                        |             |                                            |
| Norge                  | 1 700      | 26                        |             |                                            |
| Polen                  |            | 72                        | 10-20       |                                            |
| Portugal               | 600        | 15                        |             |                                            |
| Rumänien               | 100        | 2                         |             |                                            |
| Singapore              |            |                           | 12-24       |                                            |
| Slovakien              |            | 6                         |             |                                            |
| Spanien                |            | 1                         |             |                                            |
| Storbritannien         | 10 000     | 400                       | 10-14       |                                            |
| Sverige                | 7 000      | 80                        |             |                                            |
| Schweiz                | 150        | 1                         | >6          | Pfadibewegung Schweiz                      |
| Tjeckien               | 3 300      | 166                       |             |                                            |
| Trinidad och Tobago    | 1 893      | 18                        | 11-21       |                                            |
| Tyskland               |            | 12                        |             |                                            |
| USA                    | 15 000     |                           | 14-21       | Girl Scouts of the USA                     |
| Österrike              |            | 4                         | 10-20       | Pfadfinder und Pfadfinderinnen Österreichs |

## I Sverige
I Sverige fanns det sjöscouter inom alla de tidigare fem scoutförbunden som gick samman till riksorganisationen Scouterna år 2012. Flera sjöscoutkårer gick under 1980-talet samman och bildade Sveriges sjöscouters riksskeppslag för att lättare kunna odla kontakter och tillvarata sitt intresse för sjöverksamhet.
Den äldsta ännu aktiva sjöscoutkåren i Sverige är Göteborgs Sjöscoutkår som har haft kontinuerlig verksamhet sedan 16 november 1913.

## Eurosea
Eurosea är ett evenemang för sjöscouter i den europeiska scoutregionen som äger rum vart tredje år. Målet och tanken med evenemanget är att skapa ett tillfälle för nationella scoutförbund att dela idéer och erfarenheter om hur man utvecklar sjöscouting eller vattenbaserade program över huvud taget. Deltagarna är medlemmar av nationella eller regionala grupper som är ansvariga för sjöscouting eller utveckling av vattenbaserade programaktiviteter och representanter från förbund som är intresserade av att introducera sjöscouting.
- Eurosea 1, 1985: Thessaloniki, Grekland
- Eurosea 2, 1988: Harderhaven, Nederländerna
- Eurosea 3, 1992: Vässarö, Sverige
- Eurosea 4, 1994: London, Storbritannien
- Eurosea 5, 1997: Oslo, Norge
- Eurosea 6, 2000: Olsztynek, Polen
- Eurosea 7, 2003: São Jacinto, Aveiro, Portugal
- Eurosea 8, 2006: Korpo, Finland
- Eurosea 9, 2008: Larch Hill, Irland
- Eurosea 10, 2010: Plzeň, Tjeckien